# Paratrigonidium fasciatum
Paratrigonidium fasciatum är en insektsart som beskrevs av Brunner von Wattenwyl 1893. Paratrigonidium fasciatum ingår i släktet Paratrigonidium och familjen syrsor. Inga underarter finns listade i Catalogue of Life.